# Adriana Corona
Adriana Fabiola Corona García (Guadalajara, 7 de abril de 1980) é uma triatleta profissional mexicana.

Adriana Corona representou seu país nas Olimpíadas de 2008 não terminando a prova.